# 1630 в Україні

## Події
- Повстання Федоровича
- Битва під Переяславом (1630)
- Переяславська угода (1630)

## Особи

### Народились
- Биховець Іван Рошкевич — український дипломатичний діяч часів гетьмана Івана Мазепи, військовий канцелярист, перекладач Війська Запорізького.
- Дилецький Микола Павлович (1630—1690) — український музичний теоретик, композитор. Автор праці «Мусикийская граматика» (1675), що викладає основи партесного співу.
- Новицький Ілля Федорович — військовий діяч, полковник компанійського (охочекомонного) полку Гетьманщини.
- Симеон Пекалицький — український композитор, хоровий диригент та музичний педагог. Автор партесних хорових творів.
- Феодосій Углицький — Святий Православної Церкви, український церковний діяч періоду Руїни.

### Померли
- Стефан Хмелецький — державний і військовий діяч Речі Посполитої. Староста овруцький і таборівський, воєвода київський (1630).
- Грицько Чорний — український військовий діяч Речі Посполитої. Шляхтич гербу Сулима, козацький отаман. Старший Війська Запорозького реєстрового (1628—1630).

## Засновані, зведені
- Березова Лука
- Бровари
- Буча
- Велика Багачка
- Дубова (Володарська сільська рада)
- Завадівка (Турківський район)
- Зелена Поляна (Поліський район)
- Острів (Рокитнянський район)
- Львівська вірменсько-католицька архієпархія
- Костел і монастир бернардинів (Львів)
- Костел святого Мартина (Львів)
- Костел святого Івана Хрестителя (Самбір)
- Церква Вознесіння Господнього (Чортків)